# گلاوکو اونوراتو
گلاوکو اونوراتو (ایتالیایی: Glauco Onorato؛ ‏ ۷ دسامبر ۱۹۳۶ – ۳۱ دسامبر ۲۰۰۹) بازیگر اهل ایتالیا بود. 
از فیلم‌هایی که وی در آن نقش داشته است، می‌توان به برادر تاتسیو، اهل ولتری، زندگی لئوناردو داوینچی، بوت هیل، قرمز تیره، سه چهره ترس، نامزد، قفسی برای دیوانگان ۲، شکر، عسل و فلفل، بال‌های زندگی و گل آفتابگردان اشاره کرد.